# ولدنز
ولدنز (به آلمانی: Veldenz) یک شهر در آلمان است که در راینلاند-فالتس واقع شده‌است.

## خصوصیات
ولدنز ۱۴٫۴۱ کیلومترمربع مساحت دارد ۱۷۰ متر بالاتر از سطح دریا واقع شده‌است.